# Sjanakdacheto

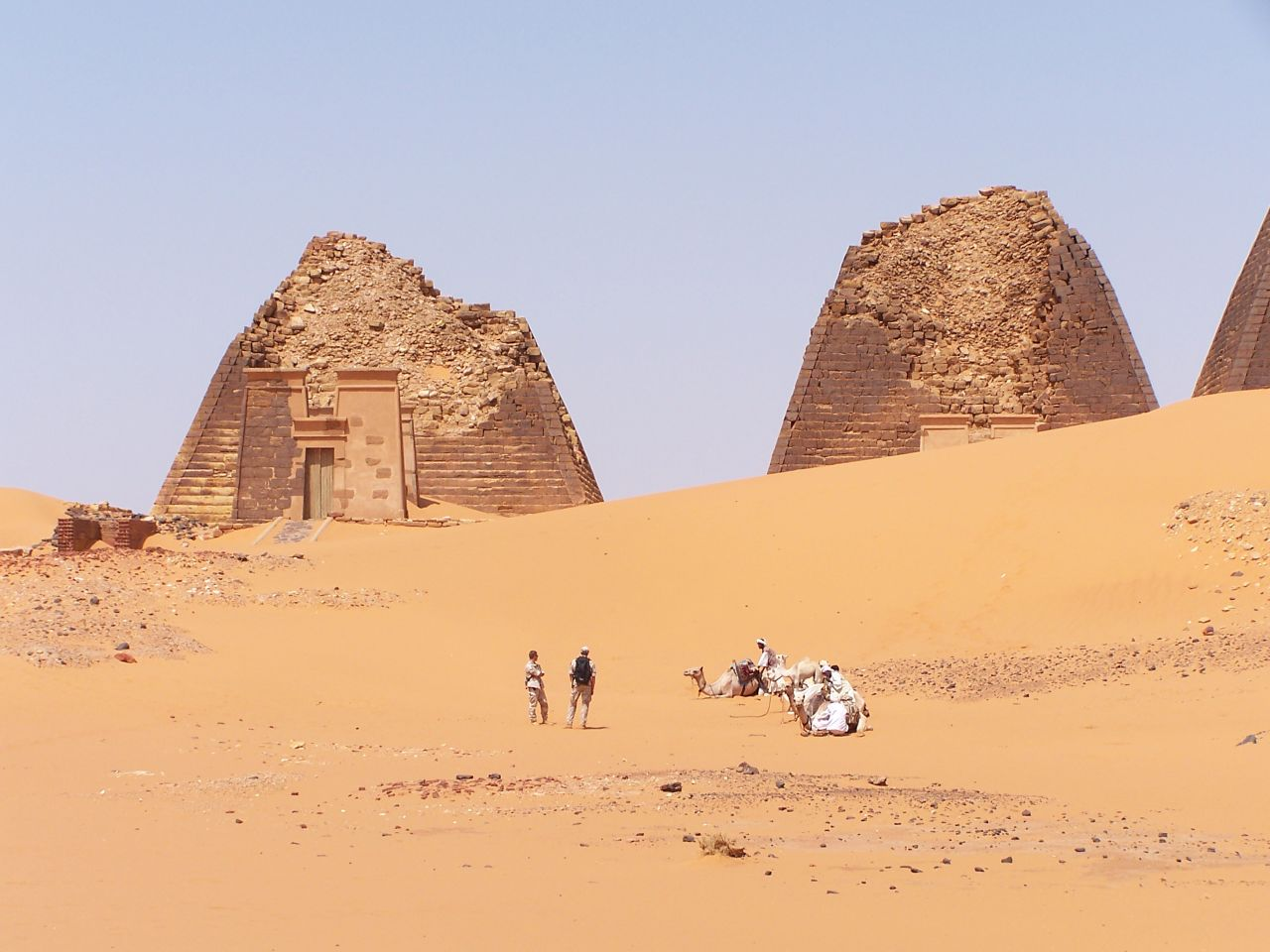
Piramide N11 links (Naqa)

Sjanakdacheto was een regerende kandake van Koesj, toen het koninkrijk zijn hoofdstad in Meroë had. Ze is de vroegst bekende vrouwelijke heerseres van Koesj en regeerde van ongeveer 177 tot 155 v.Chr. Deze data zijn echter zeer onzeker en betwist.